# Teresa Cornelys
Teresa Cornelys (* 1723 in Venedig als (Anna Maria) Teresa Imer; in erster Ehe Teresa Pompeati; † 19. August 1797 in London) war eine italienische Opernsängerin und Unternehmerin. In London wurde sie unter dem Namen Mrs. Cornelys als Betreiberin des Carlisle House am Soho Square bekannt, in dem sie Gesellschaften, Bälle und musikalische Aufführungen gab und namhafte Musiker wie Johann Christian Bach und Carl Friedrich Abel beschäftigte. Horace Walpole bezeichnete sie als „Heidegger ihrer Zeit“.
Eine Liebschaft verband sie 1740, 1744 und 1753 mit Giacomo Casanova, der sie mehrfach in seinen Memoiren (Geschichte meines Lebens) erwähnt und demnach Vater ihrer Tochter Sophie war. Ihm zufolge war sie zeitweilig Mätresse des Markgrafen Friedrich von Brandenburg-Bayreuth und Begünstigte Karl Alexanders von Lothringen.

## Leben
Teresa Imer wurde vermutlich 1723 als Tochter des aus Genua stammenden Schauspielers Giuseppe Imer († 1758) und seiner Frau in Venedig geboren. Ihr Vater war ein Freund Carlo Goldonis und bekannter Prinzipal. Gemeinsam mit ihrer älteren Schwester Marianna wurde sie früh für die Bühne ausgebildet, trat als Schauspielerin in Zwischenspielen auf und erhielt Gesangsunterricht.
Da viele Angaben über ihr Leben bis 1759 aus den Memoiren Casanovas stammen, können sie nicht als gesichert gelten. Demnach lernte er sie um 1740 im Hause seines zeitweiligen Protektors, des Senators Alvise Gasparo Malipiero (1664–1745), kennen, der zu diesem Zeitpunkt etwa 76 Jahre alt und in die Siebzehnjährige, die in einem Nebenhaus seines Palastes wohnte, verliebt war. Casanova schildert, wie er ihr in einem unbeobachteten Moment nahekommt, die beiden vom Senator bei Intimitäten ertappt werden und er mit Stockschlägen aus dem Haus getrieben wird.

### Frühe Bühnenkarriere
Nach Casanovas späterer Aussage war Teresas Erfolg als Sängerin nicht immer nur durch ihr Talent, sondern vielmehr durch ihre Reize begünstigt. Ihre Bühnenkarriere zwischen 1741 und 1754 lässt sich anhand von Erwähnungen in den Besetzungslisten verschiedener Opernlibretti nachverfolgen. Meistens war sie als Seconda Donna besetzt:
- Verona, 1741 – als Cleopatra in Giulio Cesare in Egitto
- Florenz, 1742 – als Vitellia in Tito Manlio, gemeinsam mit ihrer Schwester
- Venedig, 2. Mai 1742 – als Barsene in der Premiere von Christoph Willibald Glucks Demetrio
- Padua, 1743 – als Creusa in Demofoonte
- Genua, 1743 – als Albina in Alessandro Severo und als Araspe in Farasmane re di Tracia, gemeinsam mit ihrer Schwester
- Turin, 1744 – als Dircea in Demofoonte

Am 2. Februar 1745 heiratete sie in Wien, wo sie wohl schon ab 1744 gesungen hatte, den Schauspieler Angelo Francesco Pompeati (ca. 1701–1768), mit dem sie einen Sohn, Giuseppe (1746–ca. 1797), hatte. In der Saison 1745/46 trat sie mit ihrer Schwester im King’s Theatre in London auf, wo Gluck als Komponist arbeitete. Sie schuf die Rolle der Iride in Glucks La caduta de Giganti, trat als Erifile in Il trionfo della continenza, in einer unbekannten Rolle in Artamene und als Erissena in Alessandro nell’Indie auf. Hernach trennten sich die Wege der Schwestern.
Teresa ging nach Hamburg, wo sie 1748 die Rosmiri in Arsace und die Irene in Bajazet sang. Möglicherweise hatte sie auch eine Rolle in der Premiere von Glucks La contesa de’ numi, die 1749 in Kopenhagen stattfand. 1750 ist ihre Besetzung als Aristea in L’olimpiade in Braunschweig belegt.

### Bayreuth
Der Ablauf der folgenden Jahre ist vorwiegend durch die Erwähnungen Casanovas bekannt, wird aber zum Teil auch durch andere Quellen gestützt. Die zeitlichen Angaben sind dabei nicht ohne Widersprüche. Anfang der 1750er Jahre war Teresa Pompeati in Bayreuth engagiert und möglicherweise Mätresse des Markgrafen. Ihr Mann, ebenfalls in Bayreuth beschäftigt, trennte sich in dieser Zeit von ihr. Im Februar 1753 gebar sie eine Tochter, die auf den Namen Wilhelmine Friederike getauft und deren Vaterschaft bisweilen dem Markgrafen nachgesagt wurde. 1754 sang sie in Bayreuth die Animia in L’Huomo – eine Oper, deren Libretto-Grundlage aus der Feder der Markgräfin stammte. In Turin trat sie im gleichen Jahr als Asteria in Bajazet auf. Nach seinen Angaben traf sie Casanova 1753 während ihres vierzehntägigen Aufenthalts in Venedig, wahrscheinlicher ist aber, dass er sich irrt, und die Zusammenkunft 1754 stattfand. Aus dieser kurzen, aber intimen Begegnung ging angeblich eine zweite Tochter hervor, zu der sich Casanova später auch bekannte.
Casanova zufolge kehrte Teresa nach Bayreuth zurück, wo er sie entgegen einem Versprechen nicht besuchte. Nach einer von ihr berichteten Fassung sei sie vom Markgrafen einer Affäre mit dem Kammerherren Théodore-Camille de Montperny († 1753) überführt und davongejagt worden und habe mit einem neuen Liebhaber die Reise nach Brüssel angetreten. Wahrscheinlicher ist aber, dass das gesamte Theaterpersonal im Herbst 1754 wegen einer ausgedehnten Reise des Markgrafenpaares entlassen wurde, auch wenn Teresa Pompeati auch 1755 noch in einem Bayreuther Adressbuch geführt wird.

### Niederlande
Nach einem Aufenthalt in Paris von 1754 bis 1756 verbrachte Teresa Pompeati die folgenden Jahre in den Niederlanden. Casanova berichtet, Karl von Lothringen habe eine „vorübergehende Laune“ für sie empfunden und sie mit der Direktion aller Theater in den Österreichischen Niederlanden betraut. Belegbar sind aber lediglich verschiedene Theaterunternehmungen einer Mme Pompeati zwischen 1756 und 1758. Im Oktober 1756 eröffnete sie ein Theater in Antwerpen und führte es mit wechselnden Erfolgen. Gleichzeitig betrieb sie ein weiteres in Gent, mit dessen Pachtzahlungen sie aber 1757 in Rückstand geriet, worauf der Vertrag gelöst wurde. Darauf trat sie erfolgreich in Lüttich auf. Trotz der Erfolge scheint sie sich finanziell ruiniert zu haben, denn sie musste ins benachbarte Holland, damals Teil der Vereinigten Niederlande, fliehen, um dem Schuldgefängnis zu entgehen. Casanova begegnete ihr dort vermutlich 1759 wieder, wo sie unter dem Namen Mme. Trenti Konzerte gab und in ärmlichen Umständen lebte. Ihr Geständnis, dass ihre Tochter Sophie, die sie bei sich hatte, von ihm stamme, diente vielleicht nur dem Ziel, Casanovas Unterstützung zu erlangen. Vermutlich ist „Sophie“ (gest. 1823 als „Sophie Wilhelmine Williams“ in London) identisch mit der in Bayreuth geborenen Tochter. Auch ein Säugling, mit dem Teresa Pompeati in Paris gesehen wurde und dessen Lebensdaten unbekannt sind, kann nicht von Casanova stammen. Casanova ließ sich jedenfalls dazu überreden, ihren Sohn Giuseppe, der von Gläubigern als Pfand einbehalten worden war, auszulösen. Er nahm ihn zwecks einer besseren Erziehung mit nach Paris.
In Amsterdam wurde Teresa Geliebte oder Ehefrau eines Kaufmanns aus Burgh, Jan Rijgerboos Cornelis, dessen Namen sie in verschiedenen Schreibweisen (meist Cornelys, aber auch Cornelis, Cornelles, Corneli, Cornely oder Cornelius) fortan führte. Mit seiner finanziellen Unterstützung begab sie sich 1759 nach London. Nach Angaben von Casanova ruinierte sie ihn finanziell.

### London
In London tat sich Teresa Cornelys mit dem Cellisten und Kontrabassisten John Fermor (auch John Freeman) zusammen, den sie bereits aus den Niederlanden kannte und der ihr die Vermittlung nützlicher Kontakte versprochen hatte. Diese stellten sich als wertlos heraus. Dennoch fand sie in ihm einen Geldgeber, gab mit ihm zusammen einige Konzerte am Haymarket und arbeitete ein Konzept für Veranstaltungsabonnements aus. Da sie zu diesem Zeitpunkt kaum Englisch konnte, bediente sie sich verschiedener Damen der besseren Gesellschaft, um für Unterstützung ihrer Vorhaben zu werben – darunter Elizabeth Chudleigh, Elizabeth Percy und Caroline Stanhope.

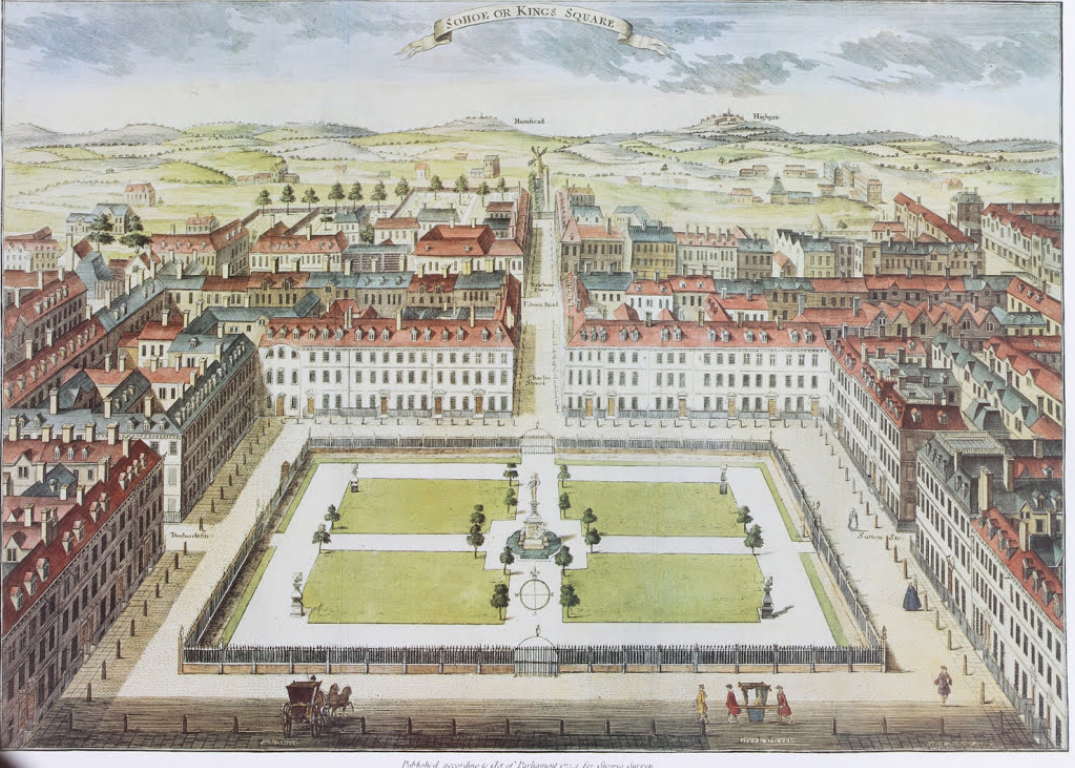
Ansicht des Soho Square von 1730

1760 mietete sie das Carlisle House am Soho Square und gab ab Herbst große Gesellschaften, die nur für adlige und verbürgte Personen zugelassen waren, die ein Ticket für fünf Guineen gekauft hatten. Neben Tanz, Maskeraden und Erfrischungen war vermutlich das Glücksspiel die entscheidende Attraktion. Die Karten gelangten nie in den freien Verkauf, sondern wurden wohl unter der Hand vergeben. Später erhöhte sie die Preise auf etwa neun Guineen und gab die Karten nur noch in größeren Mengen an bestimmte Kreditgeber aus.
Im Laufe der folgenden Jahre expandierte Teresa Cornelys mit ihrem Geschäft. Sie engagierte die besten Musiker und veranstaltete auch tagsüber Konzerte. Ab der Saison 1763/64 traten Johann Christian Bach und Karl Friedrich Abel, ab 1767/68 Felice Giardini und Mattia Vento im Carlisle House auf. 1768 ließ sie die Räumlichkeiten mit kostbaren chinoisen Motiven und einer chinesischen Brücke zwischen den Gebäuden ausstatten. Wahrscheinlich stammten diese Arbeiten von Thomas Chippendale, der auch zu ihren Gläubigern zählte. 1769 ließ sie weitere, umfangreiche Räumlichkeiten für Cotillons und Allemandes einrichten. Im selben Jahr wurde unter der Leitung des Kastraten Gaetano Guadagni ein großes Fest mit Illumination und Konzert anlässlich des Geburtstags des Königs gegeben. Zu ihren einflussreichsten Gästen zählten in jenen Jahren neben Mitgliedern der englischen Königsfamilie der Prinz von Monaco und der dänische König mit Gefolge. Auch Berühmtheiten wie Horace Walpole oder Charles und Fanny Burney besuchten ihre Veranstaltungen und berichteten darüber.
So glanzvoll, prächtig und erfolgreich Teresa Cornelys Unternehmungen auch waren – finanziell gerieten sie zu einem Desaster. Bereits in den ersten Jahren hatte sie hohe Schulden gemacht, die sie nie abbezahlen konnte. Statt Rücklagen zu bilden, gab sie das Geld mit vollen Händen aus und führte zudem kostspielige Prozesse gegen ihre Gläubiger – unter ihnen John Fermor, mit dem sie um den Besitz von Carlisle House stritt. Als Casanova 1763/64 mit ihr zusammentraf und ihr ihren Sohn zurückbrachte, den er auf seine Kosten in Paris hatte erziehen lassen, stand sie wegen der Prozesse unter Hausarrest. Nach seinen Angaben nahm sie zu jener Zeit 24.000 Pfund Sterling im Jahr ein, hatte aber bereits in den ersten drei Jahren mehr als 80.000 £ ausgegeben. Am 1. Februar 1768 unterzeichnete sie ein Übereinkommen mit ihren Gläubigern, das ihr bei jährlichen Einnahmen von immer noch 20.000 £ jährlich nur ein persönliches Budget von 800 £ einräumte. Dennoch setzte sie heimlich ihren ruinösen Kurs fort.
Der eigentliche Fehler, der ihren vollständigen Ruin und das Ende des Carlisle House herbeiführte, war jedoch ihre Einmischung in das Londoner Operngeschäft, das aufgrund des Licensing Act von 1737 nur bestimmten Opernhäusern genehmigt war. Zusammen mit Gaetano Guadagni, der sich mit der Leitung des King’s Theatre überworfen hatte, und dem Tänzer Simon Slingsby führte sie im Carlisle House unter dem Etikett Harmonic Meetings Opern auf. Die Aufführung von Mattia Ventos Artasere im Januar 1771 rief den Widerstand anderer Theaterunternehmer und letztlich die Justiz auf den Plan, die sie zu kleineren Strafzahlungen verurteilte. Zudem wurden Gerüchte lanciert, nach denen es bei ihren Veranstaltungen allzu unsittlich zuginge. Auch Schmähschriften gegen sie kursierten zu jener Zeit.
Der Fehlschlag im Operngeschäft ließ bald Kreditgeber abspringen, und im November 1772 musste Teresa Cornelys ihren Bankrott erklären. Im Dezember wurde das Inventar des Carlisle House zu Spottpreisen an die Gläubiger verkauft. Teresa wurde von ihrer Tochter verlassen, die nun von der Wohltätigkeit verschiedener Adliger lebte. Ihr selbst wurde eine jährliche Leibrente von 200 £ zugesagt. Mehrere Versuche, weiterhin gewinnbringende Maskenbälle im Carlisle House zu veranstalten, scheiterten.
Ihrem Nachruf von 1797 zufolge lebte sie die folgenden Jahre zurückgezogen als „Mrs Smith“ in Knightsbridge und machte nur noch kurzfristig durch den Verkauf von Eselsmilch für Schönheitskuren von sich reden. Auch dieses Geschäft scheiterte. Eine kurzfristige finanzielle Unterstützung ihres Sohnes konnte sie nicht vor dem Schuldgefängnis bewahren, in dem sie am 19. August 1797 starb.